# Araujia plumosa
Araujia plumosa är en oleanderväxtart som beskrevs av Rudolf Schlechter. Araujia plumosa ingår i släktet Araujia och familjen oleanderväxter. Inga underarter finns listade i Catalogue of Life.